# Niederlauer
Niederlauer ist eine Gemeinde im unterfränkischen Landkreis Rhön-Grabfeld. Sie ist Mitglied der Verwaltungsgemeinschaft Bad Neustadt an der Saale.

## Geografie
Niederlauer liegt in der Region Main-Rhön. Durch das Gemeindegebiet fließen die Fränkische Saale und die Lauer, die sich hier vereinigen.

### Gemeindegliederung
Niederlauer hat vier Gemeindeteile (in Klammern ist der Siedlungstyp angegeben):
- Niederlauer (Pfarrdorf)
- Oberebersbach (Dorf)
- Unterebersbach (Pfarrdorf)
- Wiesenmühle (Einöde)

Es gibt die Gemarkungen Niederlauer, Oberebersbach und Unterebersbach.

## Geschichte

### Bis zur Gemeindegründung
Der Ort im Amt Neustadt an der Saale des Hochstiftes Würzburg gehörte ab 1500 zum Fränkischen Reichskreis. Es wurde nach der Säkularisation 1803 zugunsten Bayerns 1805 Erzherzog Ferdinand von Toskana zur Bildung des Großherzogtums Würzburg überlassen und fiel mit diesem 1814 endgültig an Bayern. Im Zuge der Verwaltungsreformen in Bayern entstand mit dem Gemeindeedikt von 1818 die heutige Gemeinde.

### Eingemeindungen
Im Zuge der Gebietsreform in Bayern wurden am 1. Januar 1978 die Gemeinden Oberebersbach und Unterebersbach eingegliedert.

### Einwohnerentwicklung
- 1961: 1045 Einwohner[4]
- 1970: 1086 Einwohner[4]
- 1987: 1333 Einwohner
- 1991: 1521 Einwohner
- 1995: 1808 Einwohner
- 2000: 1863 Einwohner
- 2005: 1803 Einwohner
- 2010: 1742 Einwohner
- 2011: 1694 Einwohner
- 2012: 1699 Einwohner
- 2013: 1651 Einwohner
- 2014: 1668 Einwohner
- 2015: 1664 Einwohner

Im Zeitraum 1988 bis 2018 stieg die Einwohnerzahl von 1360 auf 1668 um 308 Einwohner bzw. um 22,7 %. 2001 hatte die Gemeinde 1879 Einwohner.
Quelle: BayLfStat

## Politik
Zur Gemeinderatswahl 2020 trat alleine die Freie Wählergemeinschaft an, die alle zwölf Sitze im Gemeinderat erhielt. Erster Bürgermeister ist Holger Schmitt. Zweiter Bürgermeister ist André Mauer. Dritter Bürgermeister ist Manfred Mellenthin.

### Wappen
| Wappen von Niederlauer | Blasonierung: „Unter silbernem Zinnenschildhaupt, darin zwei schräg gekreuzte rote Streitkolben, in Rot eine goldene Lilienspange.“ |
| Wappen von Niederlauer | Wappenführung seit 1985. |

## Kultur und Sehenswürdigkeiten
Niederlauer verfügt über einen historischen Ortskern mit einigen denkmalgeschützten Häusern. Die katholische Kirche St. Katharina wurde 1888 errichtet. Ihr gegenüber liegt an der Straße nach Oberebersbach der Friedhof.
Der in Niederlauer geborene und aufgewachsene Bildhauer Jimmy Fell hat der Gemeinde drei Skulpturen vermacht: das West-Tor mit vier Originalteilen der Berliner Mauer, den Bildstock Madonna mit Kind in blauem Tor und den Fänger der Sonne.

## Baudenkmäler

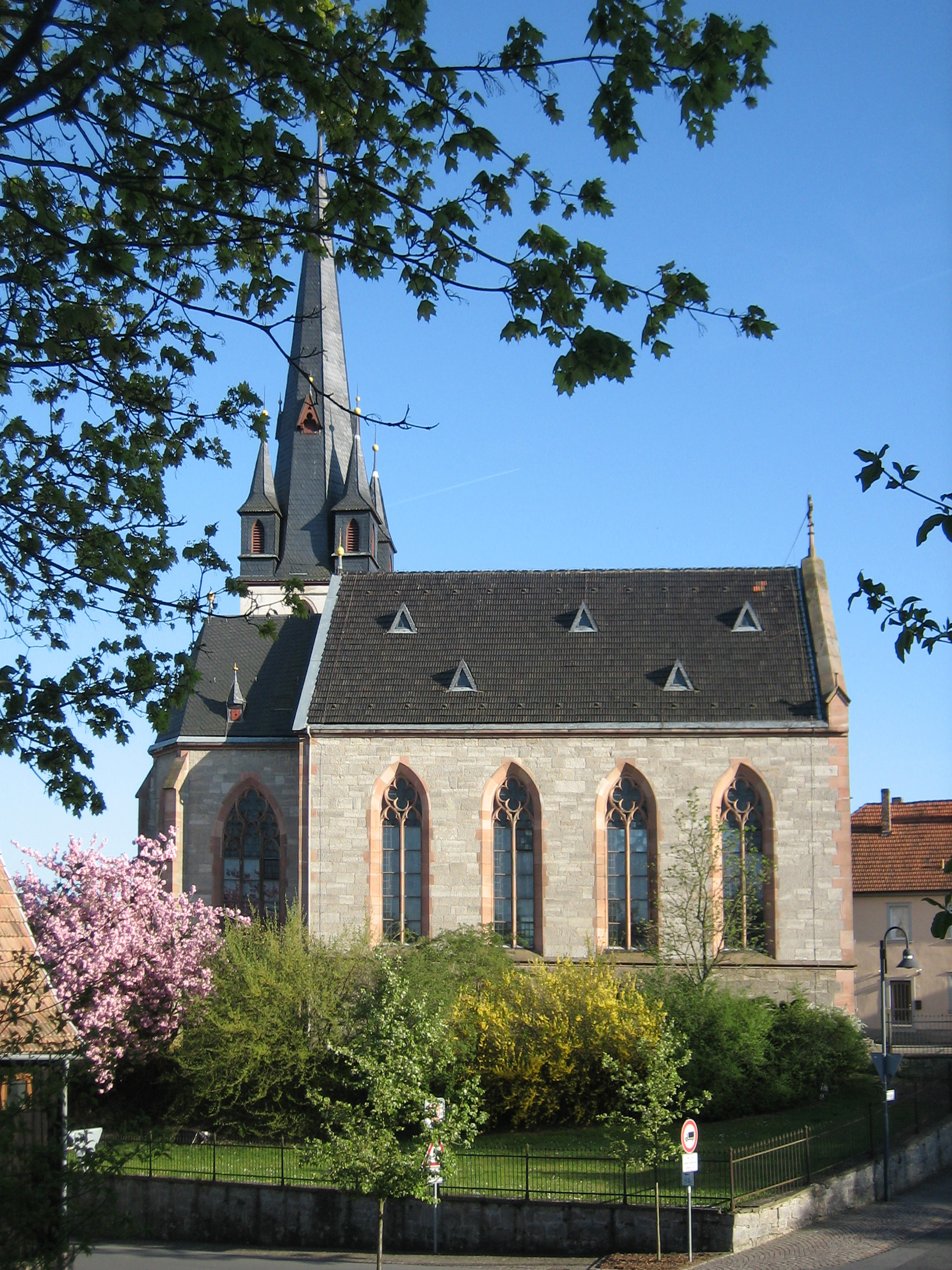
St. Katharina
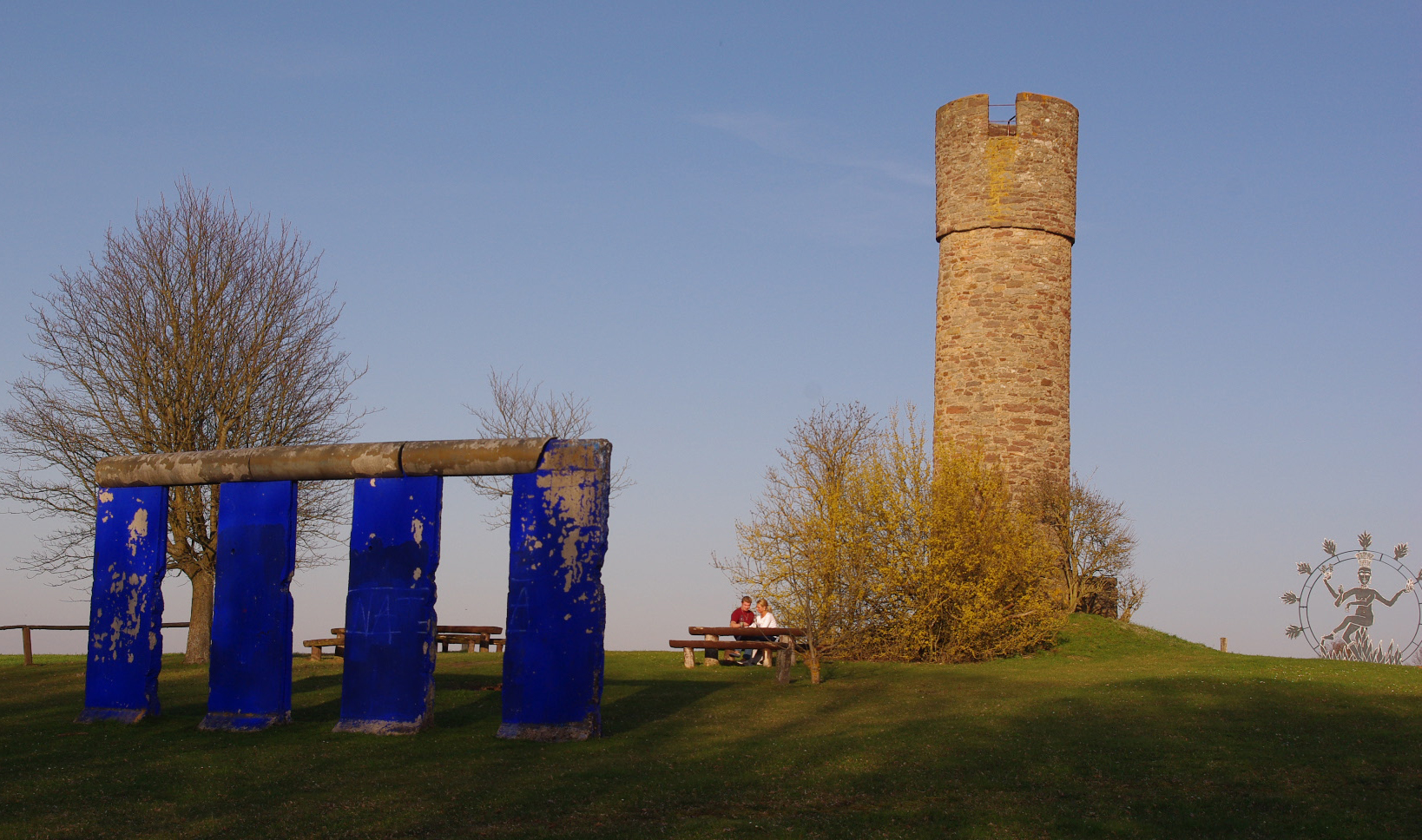
Blaues Tor 1 – West-Tor, Berliner Mauer (J. Fell)
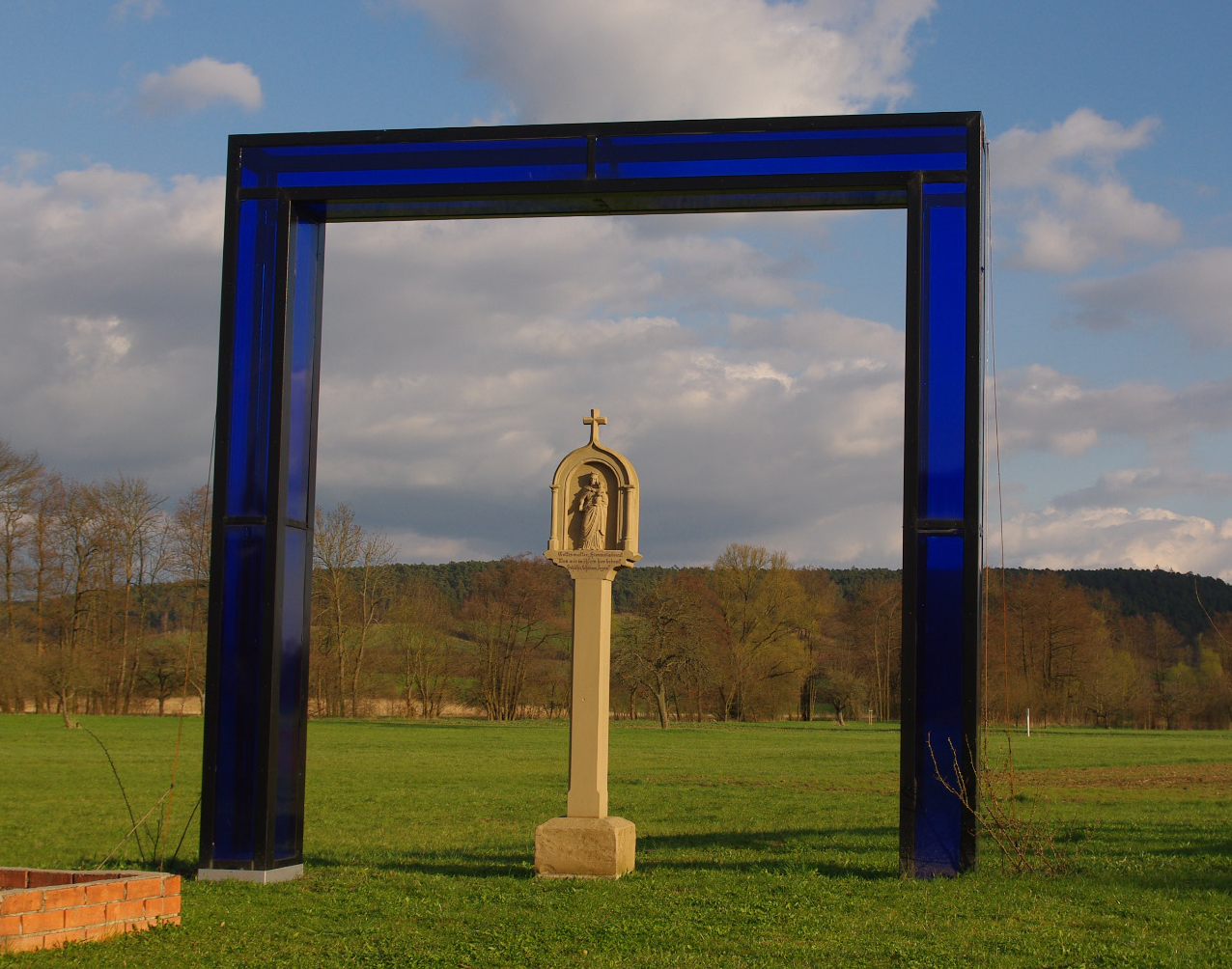
Blaues Tor 2 – Madonna in blauem Tor (J. Fell)
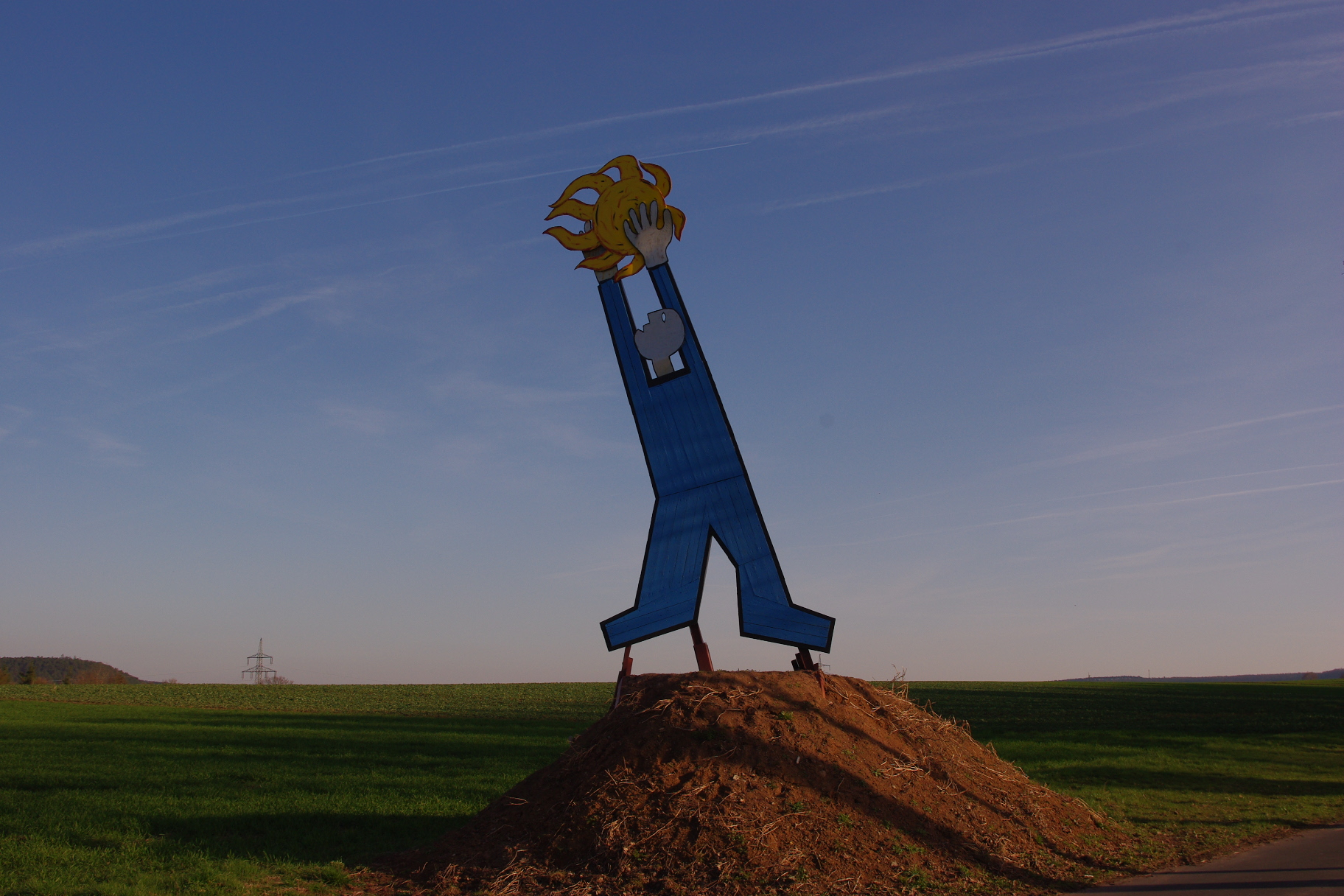
„Fänger der Sonne“ – Fußball (J. Fell)

## Wirtschaft und Infrastruktur

### Wirtschaft einschließlich Land- und Forstwirtschaft
Die Gemeinde ist nach wie vor landwirtschaftlich geprägt, was durch 25 ansässige landwirtschaftliche Betriebe verdeutlicht wird. 51 % der Gemarkungsfläche werden landwirtschaftlich genutzt. Das Industriegebiet im Osten der Gemeinde zeugt allerdings auch vom starken Wachstum des produzierenden Gewerbes. Bedeutendste Unternehmen hier sind die Firmen RST Stahlbau, die Kfz-Werkstatt Autowelt GmbH und Ganshorn Medizin Electronic mit über 200 Angestellten. Das Möbelhaus Opti-Wohnwelt hat in Niederlauer sein Stammhaus und seinen Hauptsitz.

### Bildung
Es gibt folgende Einrichtungen (Stand: 2018):
- zwei Kindertageseinrichtungen mit zusammen 115 Plätzen und 76 Kindern

## Persönlichkeiten
- Jimmy Fell (* 1956), Künstler und Ingenieur